# قتل!
قتل! (انگلیسی: Murder!) فیلمی دلهره آور به کارگردانی آلفرد هیچکاک است که در سال ۱۹۳۰ منتشر شد. متن این اثر توسط هیچکاک، همسرش و والتر سی. مای‌کرافت، بر اساس یک رمان نگاشته شده است.

## داستان
دایانا بارینگ (نورا بارینگ)، بازیگر جوان یک گروه تئاتر سیار، در گیج شدن با خون روی لباس‌هایش، در کنار جسد قتل‌شده بازیگر جوان دیگر، ادنا دروس، نشسته است. پوکر مورد استفاده برای ارتکاب قتل زیر پای دایانا است، اما او هیچ خاطره ای از آنچه در دقایقی که جنایت رخ داده است، ندارد. گمان می‌رود دو زن جوان رقیب یکدیگر بوده‌اند و پلیس او را دستگیر می‌کند. دایانا عمداً برخی از اطلاعات مهم را پنهان می‌کند تا از چیزی در مورد هویت مردی محافظت کند که نامش را نمی‌گوید.
در دادگاه او اکثر هیئت منصفه مطمئن هستند که او مجرم است. یکی دو نفر احساس می‌کنند که او ممکن است یک بیماری روانی شدید داشته باشد، به این معنی که او واقعاً هیچ خاطره ای از کشتن زن دیگر ندارد، اما آنها متقاعد شده‌اند که او هنوز باید به دار آویخته شود تا مبادا دوباره ضربه بزند. یکی از اعضای هیئت منصفه، سر جان منیر (هربرت مارشال)، یک بازیگر و مدیر مشهور، به نظر می‌رسد مطمئن است که او باید بی گناه باشد، اما به همراه بقیه اعضای هیئت منصفه به عنوان «مجرم» رای می‌دهد. دایانا زندانی است و منتظر اعدام است…